# Coccidencyrtus punctatus
Coccidencyrtus punctatus är en stekelart som beskrevs av Compere och Annecke 1961. Coccidencyrtus punctatus ingår i släktet Coccidencyrtus och familjen sköldlussteklar. Inga underarter finns listade i Catalogue of Life.